# Valentina Tronel
Valentina Tronel (ur. 6 kwietnia 2009 w Rennes) – francuska piosenkarka. Zwyciężczyni 18. Konkursu Piosenki Eurowizji Junior (2020).

## Życiorys
Jej matka jest nauczycielką włoskiego, a ojciec – agentem nieruchomości. Ma starszego brata Alexandre.
W 2016 bez powodzenia brała udział w przesłuchaniach do czwartej edycji programu The Voice Kids France, odpadając z konkursu po pierwszym etapie castingowym, tj. „przesłuchaniach w ciemno”. W 2018 została wokalistką dziecięcego zespołu Kids United Nouvelle Génération, z którym nagrała dwa albumy studyjne: Nouvelle génération: Au bout de nos rêves (2018) i Nouvelle génération: L'hymne de la vie (2019).
W listopadzie 2020, reprezentując Francję z utworem „J’imagine”, zwyciężyła w finale 18. Konkursu Piosenki Eurowizji Junior. W 2021 nagrała drugi singiel „Y’a pas que les grands revent” oraz użyczyła głosu postaci Liberty we francuskojęzycznej wersji animacji Psi patrol. We wrześniu wydała album pt. Plus loin qu’un reve, który promowała singlem „Y'a pas que les grands qui rêvent”. Pod koniec roku wypuściła cover piosenki Mariah Carey „All I Want for Christmas Is You”. W 2022 wypuściła teledyski piosenek „Où es-tu là”, będący upamiętnieniem jej zmarłego dziadka, oraz „Problème”. W tym samym roku także wydała cover piosenki Avy Max „Maybe You’re the Problem”. Latem 2023 roku wypuściła singiel pt. “En Vrai” oraz teledysk do niego.

## Dyskografia
Albumy Studyjne
- Plus loin qu'un rêve (2021)
- Plus loin qu'un rêve (Édition de Noël) (2021)
- La magie de Noël (2023)
- L'amour c'est pour les autres (2025)

Single
| Rok  | Tytuł                                            | Album                         |
| ---- | ------------------------------------------------ | ----------------------------- |
| 2020 | „J’imagine”                                      | Plus loin qu'un rêve          |
| 2021 | „Y’a pas que les grands qui rêvent”              | Plus loin qu'un rêve          |
| 2023 | „En vrai”                                        | –                             |
| 2023 | „Last Christmas” (ft. Viki Gabor & Petar Aničić) | La magie de Noël              |
| 2024 | „Pas d'après”                                    | L'amour c'est pour les autres |
| 2024 | „Dis-le moi”                                     | L'amour c'est pour les autres |
| 2024 | „L'amour c'est pour les autres”                  | L'amour c'est pour les autres |